# Eric Brevig
Eric Brevig (1957) é um especialista em efeitos visuais estadunidense. Venceu o Oscar de melhores efeitos visuais na edição de 1991 por Total Recall, ao lado de Rob Bottin, Tim McGovern e Alex Funke.